# Nowy Dwór Gdański
Nowy Dwór Gdański (in casciubo Nowi Dwór, in tedesco Tiegenhof) è un comune urbano-rurale polacco del distretto di Nowy Dwór Gdański, nel voivodato della Pomerania.
Ricopre una superficie di 213 km² e nel 2004 contava 17 919 abitanti.